# Boris Diaw
Boris Babacar Diaw-Riffiod, más conocido como Boris Diaw (Cormeilles-en-Parisis, Francia, 16 de abril de 1982) es un exjugador de baloncesto francés que disputó catorce temporadas en la NBA, y dos más en la Pro A francesa. Con 2,03 metros de altura jugaba en la posición de ala-pívot.

## Carrera
Boris empezó a jugar al baloncesto de alto nivel en el Centro Fédéral (antiguamente INSEP), una escuela de jóvenes talentos.

### Francia
Boris legó al Pau-Orthez en 2001, con el que jugó hasta 2003. En su estancia allí logró dos Ligas y dos Copas junto a Mickaël Piétrus y Florént Pietrus. Fue nominado debutante del año y participó en el concurso de mates del All Star francés. 
Dejó la liga en 2003, siendo el francés más destacado, para presentarse al draft de la NBA. Diaw promedió 6,3 puntos, 4,2 rebotes y 2,3 asistencias en los 93 partidos que disputó.

### NBA

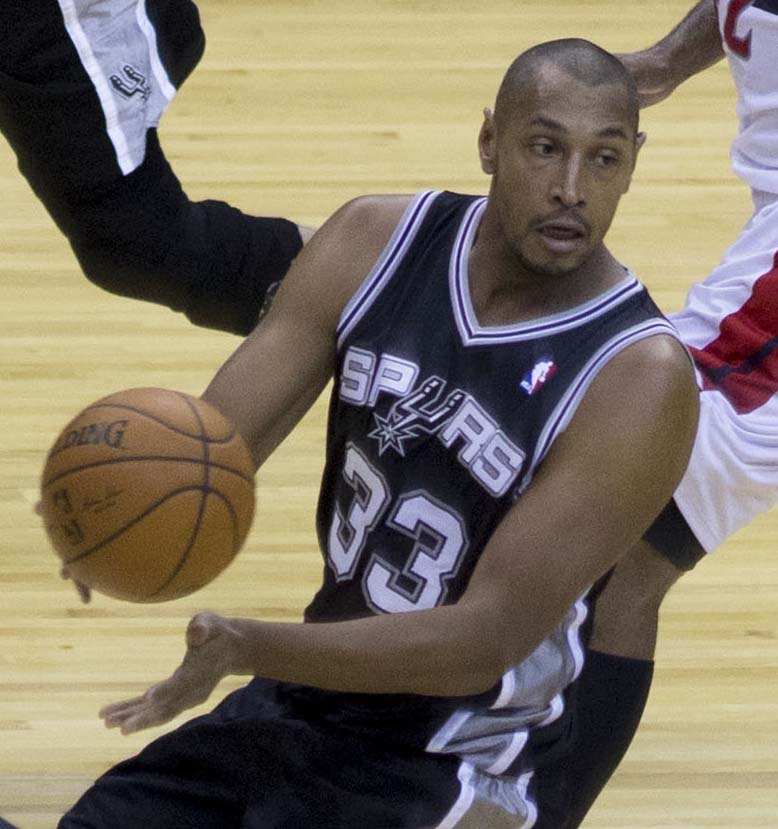
Diaw, con los Spurs.

Fue elegido por Atlanta Hawks en el puesto 21 de 1.ª ronda del draft de 2003. En Atlanta pasó sus dos primeras temporadas en la NBA, donde dejó muestras de su facilidad para aportar en todos los apartados estadísticos del juego. En su primera campaña promedió 4,5 puntos, 4,5 rebotes y 2,4 asistencias jugando 25,3 minutos. Sin embargo, en la temporada 2004-05 disputó solo 18,3 minutos de media, en los que, obviamente, bajó sus prestaciones, aunque mejorando en puntos, 4,8 puntos, 2,6 rebotes y 2,3 asistencias.
Phoenix Suns, conscientes de su potencial, se hicieron con él a cambio de por entonces uno de sus mejores jugadores, Joe Johnson, y dos futuras primeras rondas.
En Phoenix Suns, explotó merced, principalmente, a la lesión de Amare Stoudemire. Se convirtió en un jugador con una facilidad inusual para un hombre de su tamaño para moverse en torno al triple doble y con una versatilidad que le permitió jugar de alero, ala-pívot y pívot. Debido a esa circunstancia se ganó el apodo de "3D", en lo que también tenía que ver su número 3.
En aquella temporada 2005-06 promedió 13,3 puntos, 6,9 rebotes, 6,2 asistencias y 1,05 tapones, mejorando, ostensiblemente, su rendimiento en playoffs con 18,7 puntos, 6,7 rebotes, 5,2 asistencias y 1,1 tapones. Frente a Dallas Mavericks en el primer partido de la Final de Conferencia, logró su récord personal en anotación con 34 puntos, además de dar la canasta ganadora a los Suns. Sin embargo, el equipo no pudo pasar a la Final.
Firmó su primer triple doble el 31 de enero de 2006 en la victoria ante Philadelphia 76ers con 14 puntos, 11 rebotes y 13 asistencias, convirtiéndose en el primer francés de la NBA en lograrlo. Esa misma temporada lograría 4 triples dobles más. Al acabar la temporada sería elegido con el premio de Jugador Más Mejorado.
Con la llegada de Amar'e Stoudemire, perdió protagonismo y no pudo repetir una temporada igual que la anterior. Se quedó en 9,7 puntos, 4,3 rebotes y 4,8 asistencias en una temporada con muchos altibajos. El equipo se quedó en semifinales de Conferencia, donde fueron derrotados por San Antonio Spurs.
El 10 de diciembre de 2008, fue traspasado junto a Raja Bell y Sean Singletary a los Charlotte Bobcats a cambio de Jason Richardson, Jared Dudley y una segunda ronda de draft de 2010.
El 28 de septiembre de 2011, firmó con el JSA Bordeaux Basket de Francia por la duración de la huelga de la NBA de 2011. En diciembre de 2011, regresó con los Charlotte Bobcats.
El 21 de marzo de 2012, fue descartado por los Bobcats. Dos días más tarde, firmó con los San Antonio Spurs por el resto de la temporada.
El 12 de julio de 2012, renovó con los Spurs, por un contrato de 2 años y $9,2 millones. El 15 de junio de 2014, ganó su primer anillo de la NBA después de que los Spurs derrotaron a los Miami Heat 4-1 en las Finales de la NBA de 2014.
En septiembre de 2014, renovó su contrato con los Spurs, por un acuerdo de tres temporadas y $22 millones. Tras dos temporadas en San Antonio, en verano de 2016, para la temporada 2016/17 es traspasado a Utah Jazz, donde jugaría su última temporada en la NBA.

### Europa y retirada
El 17 de septiembre de 2017, vuelve a Europa para fichar por el Levallois Metropolitans de la LNB Pro A francesa.
El 6 de septiembre de 2018, a través de su cuenta de Twitter, Boris anuncia su retirada del baloncesto profesional.

### Selección nacional

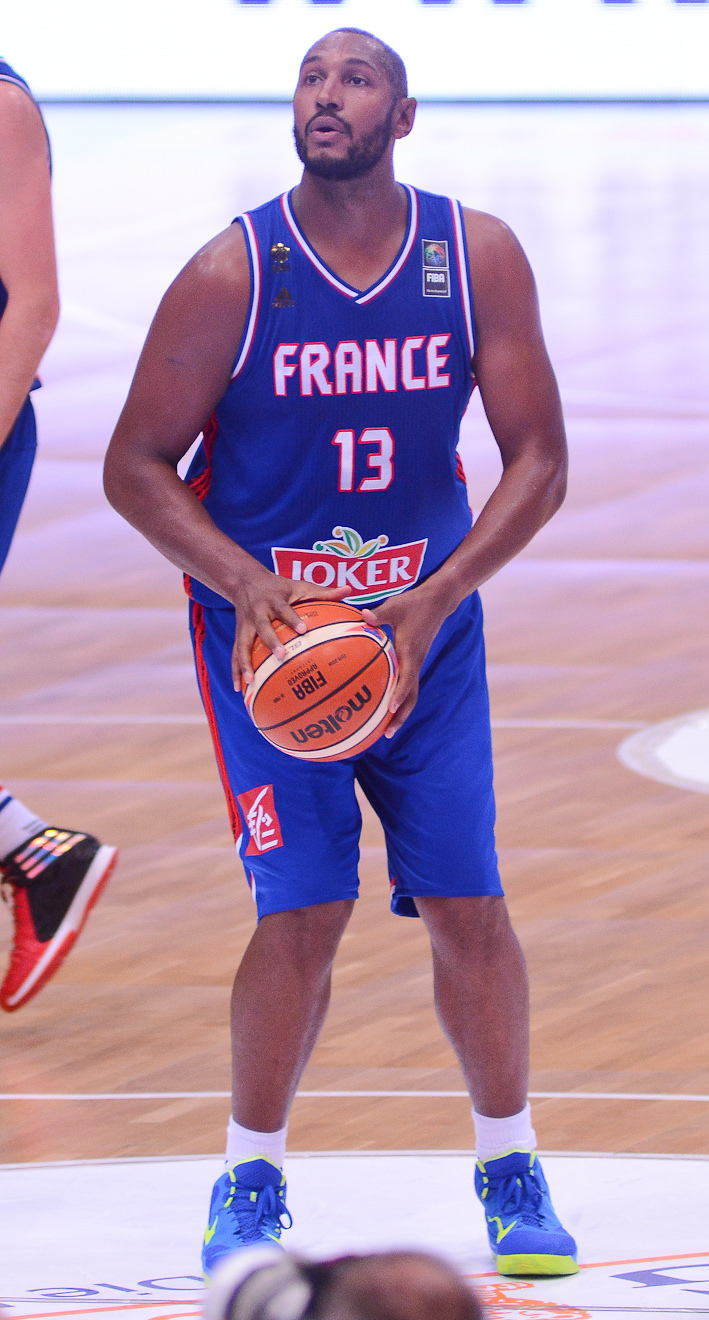
Diaw con Francia en 2015.

En el verano del 2000, ganó el EuroBasket Sub-18 de Croacia con el equipo francés júnior. Dos años después, fue bronce en el EuroBasket Sub-20 celebrado en Lituania.
Su primer medalla con la absoluta fue el bronce en el EuroBasket 2005.
Durante el verano de 2006, fue nombrado capitán, y lideró a la selección francesa en el Mundial de Japón 2006 en ausencia de Tony Parker, anotando 107 puntos y 22 asistencias en 9 partidos. El equipo cayó en cuartos de final, siendo derrotado por Grecia.
Luego también participó en el EuroBasket 2007, EuroBasket 2009 y Mundial 2010.
Perdió la final del EuroBasket 2011 ante España, consiguiendo la plata.
Tras disputar los Juegos de 2012, en verano de 2013, ganó el oro en el EuroBasket y al año siguiente, lideró junto a Parker, la consecución de la medalla de bronce en el Mundial 2014, y un último bronce en el EuroBasket 2015.
Sus últimos torneos con la selección fueron los Juegos de 2016 y el EuroBasket 2017, ambos sin medalla.
Se retiró de la selección como el tercer jugador con más partidos en la historia de Francia (247) y el décimo en anotación con 2090 puntos.

## Estadísticas de su carrera en la NBA
|  | Denota temporadas en las que ganó un Campeonato de la NBA |

### Temporada regular
| Año     | Equipo      | PJ   | PT  | MPP  | %TC  | %3P  | %TL  | RPP | APP | ROB | TPP | PPP  |
| ------- | ----------- | ---- | --- | ---- | ---- | ---- | ---- | --- | --- | --- | --- | ---- |
| 2003-04 | Atlanta     | 76   | 37  | 25.3 | .447 | .231 | .602 | 4.5 | 2.4 | .8  | .5  | 4.5  |
| 2004-05 | Atlanta     | 66   | 25  | 18.2 | .422 | .180 | .740 | 2.6 | 2.3 | .6  | .3  | 4.8  |
| 2005-06 | Phoenix     | 81   | 70  | 35.5 | .526 | .267 | .731 | 6.9 | 6.2 | .7  | 1.0 | 13.3 |
| 2006-07 | Phoenix     | 73   | 59  | 31.1 | .538 | .333 | .683 | 4.3 | 4.8 | .4  | .5  | 9.7  |
| 2007-08 | Phoenix     | 82   | 19  | 28.1 | .477 | .317 | .744 | 4.6 | 3.9 | .7  | .5  | 8.8  |
| 2008-09 | Phoenix     | 22   | 0   | 24.5 | .567 | .357 | .692 | 3.8 | 2.1 | .5  | .4  | 8.3  |
| 2008-09 | Charlotte   | 59   | 59  | 37.6 | .495 | .419 | .686 | 5.9 | 4.9 | .9  | .8  | 15.1 |
| 2009-10 | Charlotte   | 82   | 82  | 35.4 | .483 | .320 | .769 | 5.2 | 4.0 | .7  | .7  | 11.3 |
| 2010-11 | Charlotte   | 82   | 82  | 33.9 | .492 | .345 | .683 | 5.0 | 4.1 | .9  | .6  | 11.3 |
| 2011-12 | Charlotte   | 37   | 28  | 27.5 | .410 | .267 | .630 | 5.3 | 4.3 | .5  | .5  | 7.4  |
| 2011-12 | San Antonio | 20   | 7   | 20.3 | .588 | .615 | .625 | 4.3 | 2.4 | .7  | .3  | 4.7  |
| 2012-13 | San Antonio | 75   | 20  | 22.8 | .539 | .385 | .723 | 3.4 | 2.4 | .7  | .4  | 5.8  |
| 2013-14 | San Antonio | 79   | 24  | 25.0 | .521 | .402 | .739 | 4.1 | 2.8 | .6  | .4  | 9.1  |
| 2014-15 | San Antonio | 81   | 15  | 24.5 | .460 | .320 | .774 | 4.3 | 2.9 | .4  | .3  | 8.7  |
| 2015-16 | San Antonio | 76   | 4   | 18.2 | .527 | .362 | .737 | 3.1 | 2.3 | .3  | .3  | 6.4  |
| 2016-17 | Utah        | 73   | 33  | 17.6 | .446 | .247 | .743 | 2.2 | 2.3 | .2  | .1  | 4.6  |
| Total   | Total       | 1064 | 564 | 27.0 | .493 | .336 | .717 | 4.4 | 3.5 | .6  | .5  | 8.6  |

### Playoffs
| Año   | Equipo      | PJ  | PT | MPP  | %TC  | %3P  | %TL  | RPP | APP | ROB | TPP | PPP  |
| ----- | ----------- | --- | -- | ---- | ---- | ---- | ---- | --- | --- | --- | --- | ---- |
| 2006  | Phoenix     | 20  | 20 | 39.8 | .526 | .429 | .761 | 6.7 | 5.2 | .9  | 1.1 | 18.7 |
| 2007  | Phoenix     | 10  | 0  | 23.5 | .475 | .000 | .667 | 3.2 | 3.0 | .7  | .2  | 6.6  |
| 2008  | Phoenix     | 5   | 2  | 35.6 | .547 | .000 | .500 | 5.6 | 4.6 | .6  | .8  | 14.6 |
| 2010  | Charlotte   | 4   | 4  | 38.0 | .500 | .111 | .500 | 5.0 | 4.0 | .3  | .8  | 7.5  |
| 2012  | San Antonio | 14  | 14 | 24.7 | .514 | .500 | .750 | 5.2 | 2.5 | .8  | .3  | 6.2  |
| 2013  | San Antonio | 16  | 1  | 17.1 | .444 | .385 | .857 | 2.5 | 1.8 | .3  | .2  | 4.1  |
| 2014  | San Antonio | 23  | 3  | 26.3 | .500 | .400 | .688 | 4.9 | 3.4 | .6  | .1  | 9.2  |
| 2015  | San Antonio | 7   | 0  | 28.3 | .479 | .222 | .692 | 6.1 | 3.6 | .7  | .4  | 11.6 |
| 2016  | San Antonio | 9   | 0  | 17.7 | .457 | .333 | .750 | 2.1 | 2.3 | .2  | .4  | 5.2  |
| 2017  | Utah        | 11  | 9  | 18.4 | .500 | .429 | .900 | 1.9 | 2.0 | .6  | .4  | 5.7  |
| Total | Total       | 119 | 53 | 26.4 | .504 | .336 | .736 | 4.4 | 3.2 | .6  | .4  | 9.2  |

## Vida personal
Su madre, Élisabeth Riffiod, está considerada como una de las mejores pívots de la historia del baloncesto femenino francés. Su padre, Issa Diaw, era saltador de altura durante su juventud para después trabajar como abogado en Senegal, su país de origen. Fue Élisabeth quien se encargó de criar tanto a él como a su hermano Martin en Francia como madre soltera.
Su hermano, Martin Diaw, jugó al baloncesto en Francia y en la NCAA Division II, y Paco Diaw, su hermanastro nacido en Senegal, jugó al baloncesto universitario en Georgia Tech.
Tal es su amistad con su compañero Tony Parker, que Boris fue el padrino en la boda de Tony con la actriz Eva Longoria.